# 三角洞 (中区)
三角洞 （サムガクトン、朝：삼각동）は、ソウル特別市中区にある法定洞。

## 概要
三角洞は中区北部に位置している法定洞である。前身は、日本統治時代である1914年（大正3年）に行政区画の統廃合により誕生した「三角町」である。日本統治終了後の1946年、日本色の払拭の一環として「町」が「洞」に改められ、「三角洞」となった。名称は、区域の形状が西側は広く東側に行くほど狭くなっており、ちょうど三角形を形作っていることに由来している。

## 行政洞
三角洞の区域は、以下の行政洞の管轄区域内にある。
- 明洞 （ミョンドン、명동）